# Gilberto de Tournai
fray Gilberto de Tournai (Gilbert de Tournai o Guibert de Tournai) (1209 - 1288) fue un filósofo, predicador y teólogo francés perteneciente a la orden de los franciscanos, cercano a la corte
de Luis IX de Francia, profesor de Artes y Teología en París y maestro de franciscanos, que escribió la enciclopedia pedagógica más acabada de la Edad Media: Rudimentum (o Erudimentum) doctrinae christianae (entre los años 1260 y 1270).